# ГАЗ тигар
ГАЗ тигар је вишенаменско теренско возило 4 x 4 које се производи у Горковском аутомобилском заводу - ГАЗ, у Нижњем Новгороду и Арзамаском машинском заводу у Арзамасу, у Руској Федерацији.

## Порекло и развој
На иницијативу владе Уједињених Арапских Емирата основан је конструкторски биро са намером да се развије војно вишенаменско возило. У овај биро су ушли инжињери из нижњеновгордског ГАЗ-а, а новоосновано заједничко руско-емиратско предузеће је потом започело са радом. У Русији, у фабрици ГАЗ-а израђена су три возила која су у марту 2001. године приказана на изложби у Абу-Дабију. На притисак америчке владе главни финансијер, УАЕ, су се повукли из посла са Русима, којима је због једностраног прекида уговара припао цео пројекат - тигра (возило је добило назив по Сибирском тигру). Стручњаци из ГАЗ-а су потом израдили пет примерака који су се значајно разликовали од претходних, а представљање јавности ових возила је извршено на 7. међународном ауто-салону у Москви, МИМС-2002.

## Опис возила
ГАЗ тигар има моћну шасију, велике точкове, погонске и друге склопове, док је каросерија фиксирана завртњима у десет тачака. Ослањање на точковима је независно, погонски мостови су порталског типа, проходност-клиренс возила је невероватних 40 цм, док је погон код тигра на свим точковима. Трансмисија је смештена у нивоу шасије при чему је постигнуто да доња страна возила буде равна а обезбеђен је и висок степен заштите погонских склопова. На шасији је постављена каросерија. Због постигнутог равног пода у тигру зависно од верзије је могуће сместити чак десет особа. Дужина возила је 5,16 метара, висина 2 м, ширина 2,2 м, међуосовинско растојање 3,1 м, маса празног возила 4600 кг, носивост 1500 кг а радијус заокрета 8,9 м. Проходност је максмимално дозвољена код уздужног нагиба 30 степени, савладава успон од 45 степени, прилазни и силазни углови нису мањи од 52 степена, док дубина газа воде коју савладава је 1,2 м. У тигру се уграђују два мотора, руски редни шестоцилиндрични турбо дизел-мотор ГАЗ-5625, радне запремине 3.200 цм³, који даје 197 коњских снага при 3.800 о/мин. и амерички „Коминс“ редни шестоцилиндрични турбо дизел-мотор Б-215, радне запремине 5.900 цм³ која даје 215 коњских снага при 2.500 о/мин. ГАЗ купцима нуди опцију уградње још једног руског мотора нови ЈаМ3-534 из Јарославља (нови турбо дизел-мотор ЈаМ3-534 Архивирано на веб-сајту  (14. април 2015)). ГАЗ тигар на отвореном путу зависно од уграђеног мотора и трансмисије лако достиже брзину, од 120 до 140 км/ч. На тешким теренима возило постиже јако добре перфомансе због снажног мотора, интегралне трансмисије са могућношћу редукције и огромним пнеуматицима. Стручњаци из ГАЗ-а израдили су две околопњене верзије тигра са степеном заштите 3. Верзија СПМ - 1 - специјални полицијски аутомобил за ОМОН (московску интервентну полицијску јединицу) и СПМ - 2 за војску. Оклоп се спаја варењем термичких обрађених челичних листова дебљине 5 милиметра, који се посебним процесом материјал ослобађа унутрашњих напрезања. Оклопна верзија од стандардне је тежа 1.600 кг, возило укупно тежи 6.000 кг, носивост му је 1.200 кг дужина повећана на 5,7 м. ГАЗ тигар је модуларно возило које омогућава примену једне платформе у различитим наменским задацима, односно могуће је направити борбено возило уградњом противваздушног оружја, опреме за извиђање, аутоматског бацача граната и тешког митраљеза. Газ тигар је на светском тржишту веома конкурентан у својој класи, у погледу цене и квалитета израде, што га чини приступачним код земаља нижег и средњег економског нивоа која воде рачуна о ограниченим војним буџетима својих пореских обвезника.

### Борбена употреба

#### Сирија
Крајем децембра 2016. године, батаљони војне полиције пребачени су у град Алеп, Сирија, како би обезбедили сигурност и испомоћ локалној власти, полицији, војсци и цивилима. Услед нестабилности околине војна полиција је поседовала неколико оклопних возила попут, Камаз Тајфуна, ГАЗ Тигра итд.
Извор: https://www.youtube.com/watch?v=aeO4T-sLaow

## Галерија
ВПК-233136 и Тигар-М на Дан иновације МО РФД са даљински управљивим бојевим модулом:
- Нови руски турбо дизел-мотор ЈаМ3-534 даје 215 коњских снага, и нешто је већи од
- Верзија ГАЗ Тигар са Корнетима анти-оклопним системом.„Коминса“.
- АСН-233115 са додатним заштитним обвесом.
- ГАЗ-3121 (Тигар-2) цивилна верзија на Аутофоруму – 2007 у Нижњем Новогорду.

## Земље корисници
- Русија
- Јерменија
- Казахстан
- Белорусија
- Уругвај
- Таџикистан
- Монголија
- Кина[2][3]
- Гвинеја[4]
- Јордан
- Република Конго